# 贝蒂·泰勒
贝蒂·泰勒（英語：Betty Taylor，1916年2月22日—1977年2月5日），加拿大女子田径运动员。她曾代表加拿大参加1932年和1936年夏季奥林匹克运动会田径比赛，其中1936年奥运会获得一枚铜牌。